# سور وجودی
در منطق گزاره‌ای، سمبل {\displaystyle \exists \;} سور وجودی نام گرفته و آن را بیان می‌کنیم: "وجود دارد"، " به ازای بعضی مقادیر ".
_ گزاره نمای شامل متغیر x که با سور وجودی همراه می‌شود، وقتی درست است که مجموعهٔ جواب آن تهی نباشد.
مثال: در نظر بگیرید می‌خواهیم گزاره‌ای بنویسیم که تنها در صورتی درست است که در مجموعه‌ی اعداد طبیعی، حاصل‌ضرب یک عدد در خودش برابر ۲۵ شود؛ یعنی برای یک عدد طبیعی:
۵ یک عدد طبیعی است و اگر آن را جایگزین n در رابطهٔ فوق کنیم، آن رابطه به گزاره‌ای درست تبدیل خواهد شد. در حقیقت برای ما مهم نیست که عبارت n.n = ۲۵ برای بیشتر اعداد طبیعی به‌جز عدد ۵ نادرست است. حتی یک نمونهٔ درست هم برای ما کافیست تا بگوییم این گزاره در دامنهٔ خود، که همان دامنهٔ اعداد طبیعی است درست می‌باشد. این جمله را به شکل ریاضی نیز می‌توان نوشت. اگر گزارهٔ (P(a, b, c
به این صورت تعریف شود که "a.b = c" و {\displaystyle \mathbb {N} } همان مجموعه اعداد طبیعی باشد: